# 尼日利亚社会党
尼日利亚社会党（英語：Socialist Party of Nigeria，缩写为SPN）是尼日利亚的一个社会主义政党。该党成立于2013年11月16日，由工人国际委员会尼日利亚支部民主社会主义运动发起成立。该党的政治立场是极左翼。